# Boris Gromow

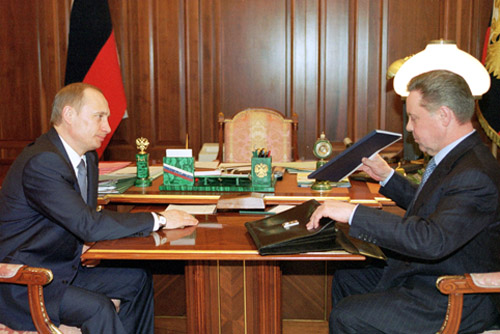
Gubernator obwodu moskiewskiego Boris Gromow (po prawej) z prezydentem Rosji Władimirem Putinem na Kremlu w Moskwie,
18 marca 2002

Boris Wsiewołodowicz Gromow, ros. Борис Всеволодович Громов (ur. 7 listopada 1943 w Saratowie) – radziecki dowódca wojskowy, generał pułkownik, rosyjski działacz partyjny i państwowy, I zastępca ministra obrony, zastępca ministra spraw wewnętrznych, deputowany do Dumy Państwowej Federacji Rosyjskiej, gubernator obwodu moskiewskiego, Bohater Związku Radzieckiego (1988).

## Życiorys
W latach 1955–1962 uczył się w Saratowskiej Suworowskiej Szkole Wojskowej i Kalinińskiej Suworowskiej Szkole Wojskowej, następnie w latach 1962–1965 studiował w Leningradzkiej Ogólnowojskowej Wyższej Szkole Dowódczej im. Siergieja Kirowa, a w latach 1969–1972 w Akademii Wojskowej im. Michaiła Frunzego w Moskwie, którą ukończył z wyróżnieniem. W 1978 ukończył kurs oficerów dyplomowanych na tej uczelni, następnie w latach 1982–1984 kontynuował naukę w Akademii Sztabu Generalnego im. Klimenta Woroszyłowa, którą ukończył z pierwszą lokatą.
Podczas radzieckiej interwencji w Afganistanie w latach 1979–1989 trzykrotnie dowodził jednostkami w ramach Ograniczonego Kontyngentu Wojsk Radzieckich (1980–1982 – dowódca dywizji, 1985–1986 – dowódca specgrupy MO ZSRR, 1987–1989 – dowódca armii). W okresie od 1 czerwca 1987 do 15 lutego 1989 dowodził 40 Armią. Nadzorował ewakuację wojsk radzieckich z Afganistanu w 1989 – był ostatnim radzieckim żołnierzem, który 15 lutego 1989 przekroczył granicę ze ZSRR poprzez tzw. Most Przyjaźni na granicznej rzece Amu-daria. Za przeprowadzenie operacji „Magistrala”, 3 marca 1988 otrzymał tytuł Bohatera Związku Radzieckiego.
Po wojnie w Afganistanie, wybrany jako kandydat na wiceprzewodniczącego Komitetu Centralnego KPZR. Następnie pełnił funkcję I zastępcy ministra obrony Federacji Rosyjskiej. W 1994 przeszedł w stan spoczynku i wkrótce został zastępcą ministra spraw wewnętrznych. W 1995 wybrany jako deputowany do Dumy Państwowej. W 2000 został gubernatorem obwodu moskiewskiego, a w 2003 ponownie mianowany na to stanowisko.
Przeszkodą w karierze politycznej Borisa Gromowa stał się jego sprzeciw wobec polityki Borisa Jelcyna w trakcie rosyjskiego kryzysu konstytucyjnego w 1993 oraz wojny z walczącą o niepodległość Czeczenią. Kilkakrotnie podkreślał swoje poglądy co do walk na Kaukazie w latach 90. wypowiadając się krytycznie odnośnie do interwencji:
„Rosja na Kaukazie stoi wobec identycznej wojny partyzanckiej toczonej przez nas w Afganistanie.”
„Historia uczy jak nie popełniać ciągle tych samych błędów. Jednak my niczego się dotychczas nie nauczyliśmy.”
Gromow stoi na czele klubu hokejowego Atłant Mytiszczi prowadzonego przez rząd obwodu moskiewskiego, występującego w lidze KHL.

## Odznaczenia
- Medal „Złota Gwiazda” Bohater Związku Radzieckiego (3 marca 1988)
- Order „Za zasługi dla Ojczyzny” II klasy (6 listopada 2003, Rosja)
- Order Zasług dla Ojczyzny III klasy (Rosja)
- Order Zasług dla Ojczyzny IV klasy (7 listopada 2008, Rosja)
- Order Lenina (1988, ZSRR)
- Order Czerwonego Sztandaru (ZSRR)
- Order Czerwonej Gwiazdy (ZSRR)
- Order „Za służbę Ojczyźnie w Siłach Zbrojnych ZSRR” III stopnia (ZSRR)
- Medal „Za zasługi bojowe” (ZSRR)
- Medal 100-lecia urodzin Lenina (ZSRR)
- Medal jubileuszowy „Dwudziestolecia zwycięstwa w Wielkiej Wojnie Ojczyźnianej 1941–1945” (ZSRR)
- Medal jubileuszowy „50 lat Sił Zbrojnych ZSRR” (ZSRR)
- Medal jubileuszowy „60 lat Sił Zbrojnych ZSRR” (ZSRR)
- Medal jubileuszowy „70 lat Sił Zbrojnych ZSRR” (ZSRR)
- Medal „Za nienaganną służbę” I stopnia (ZSRR)
- Medal „Za nienaganną służbę” II stopnia
- Medal „Za nienaganną służbę” III stopnia
- Order Przyjaźni Narodów (2005, Białoruś)
- Medal 10-lecia wyjścia wojsk radzieckich z Afganistanu (2003, Białoruś)
- Order Świętego Wielkiego Księcia Włodzimierza I klasy (2008, Rosyjska Cerkiew Prawosławna)
- Order Sergiusza Radoneżskiego I klasy (Rosyjska Cerkiew Prawosławna)
- Order Świętego Księcia Daniela Moskiewskiego I klasy (Rosyjska Cerkiew Prawosławna)
- Order Świętego Wielkiego Księcia Dymitrija Dońskiego I klasy (Rosyjska Cerkiew Prawosławna)